# Sarah Siddons
Sarah Siddons (Brecon, 5 de julho de 1755 – Londres, 8 de junho de 1831) foi uma atriz britânica,como a atriz trágica mais famosa do século XVIII.[carece de fontes?]

## Biografia
Nascida com o nome de Sarah Kemble, ela era filha mais velha de dois atores ambulantes, Roger Kamble e Sarah "Sally" Ward. Estreou no palco ainda com pouca idade, onde desenvolveu um talento cênico extraordinário, de acordo com testemunhas. Era um pouco mais do que uma adolescente quando conheceu o ator William Siddons, por quem se apaixonou em pouco tempo, e contrariando o desejo dos pais, se casou com ele.

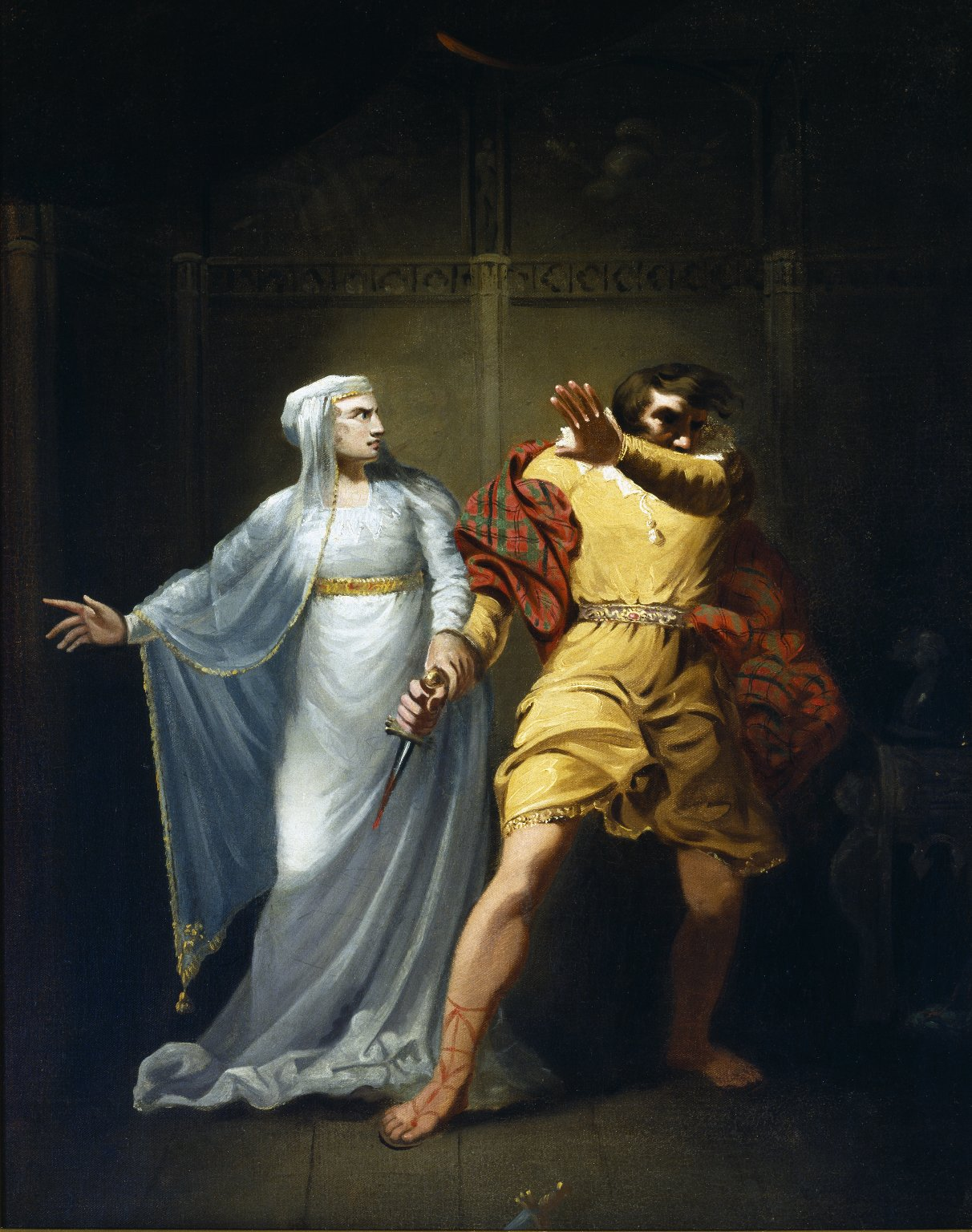
Sarah Siddons como Lady Macbeth, em pintura de Robert Smirke.

Em 1773, depois de trabalhar como empregada doméstica por algum tempo, começou oficialmente a trabalhar como atriz. No ano seguinte, ela interpretou Belvidera in Venice Preserv'd, de Thomas Otway. Depois de uma encenação desastrosa de O Mercador de Veneza, de William Shakespeare, em 1782 a atriz se depara com um enorme sucesso com sua atuação como Isabella no espetáculo The Fatal Marriage, de Thomas Southerne.
Em 1812, Siddons abandonou a carreira, depois de ter presenteado o público com uma esplêndida interpretação como Lady Macbeth em Macbeth, de Shakespeare.
Sarah Siddons faleceu um mês antes de seu septuagésimo sexto aniversário.
Em 1952, na cidade norte-americana de Chicago, foi fundada a "Sarah Siddons Society", um teatro sem fins lucrativos, que a cada ano presenteia ao melhor ator, o prêmio "Sarah Siddons Award".